# Gommapiuma (album)
Gommapiuma è il terzo album in studio del cantautore italiano Giorgio Poi, pubblicato da Bomba Dischi e Island Records il 3 dicembre 2021.

## Antefatti e descrizione
Il progetto discografico si compone di otto tracce scritte e prodotte dallo stesso interprete con la collaborazione volcale della cantante Elisa nella traccia Bloody Mary. Il cantautore ha dichiarato in merito al progetto discofrafico all'Agenzia ANSA:
Il cantautore ha inoltre raccontato la scelta di collaborare con Elisa e il processo di registrazione del brano:

## Accoglienza
| Recensione | Giudizio |
| ---------- | -------- |
| Ondarock   | 6,5/10   |

L'album è stato accolto con recensioni positive dalla critica musicale.
L'album è stato posizionato al sedicesimo posto della classifica dei 20 migliori dischi italiani dell'anno stilata dalla rivista Rolling Stone Italia.

## Tracce
Testi e musiche di Giorgio Poti.
1. Rococò – 3:53
2. I pomeriggi – 3:10
3. Bloody Mary (feat.  Elisa) – 4:11
4. Gommapiuma – 3:03
5. Giorni felici – 3:57
6. Supermercato – 4:22
7. Barzellette – 4:36
8. Moai – 3:15

Durata totale: 30:27

## Formazione
- Giorgio Poi - voce, chitarre, basso, sintetizzatore, sax contralto
- Francesco Aprili - batteria
- Benjamin Ventura - piano
- Andrea Suriani - mix, mastering, wurlitzer piano
- Fausto Cigarini - violino
- Sara Pastine - violino
- Salvatore Borelli - viola
- Lorenzo Cosi - violoncello

## Classifiche
| Classifica (2019) | Posizione massima |
| ----------------- | ----------------- |
| Italia            | 79                |